# Neuses (Roßtal)

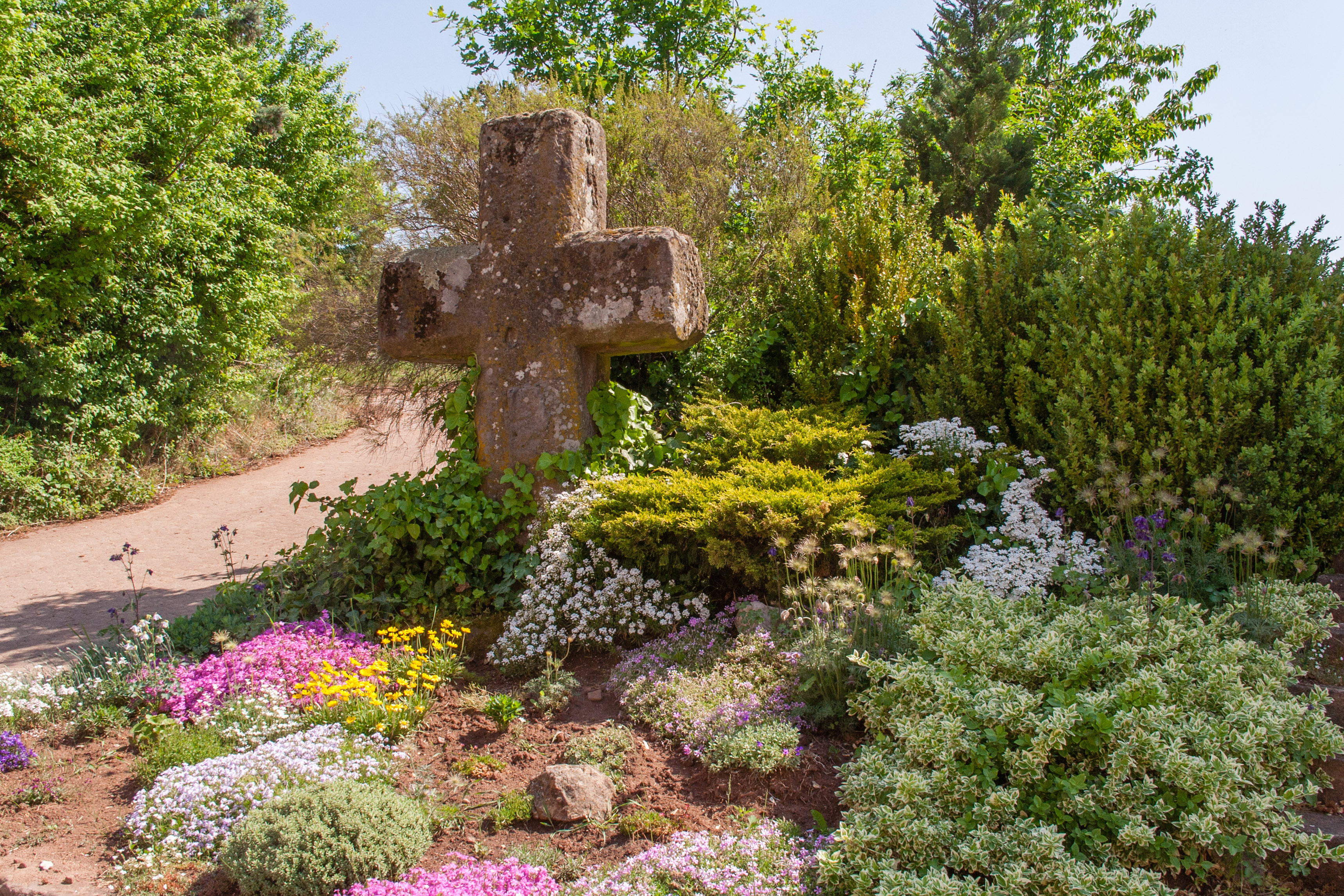
Steinkreuz

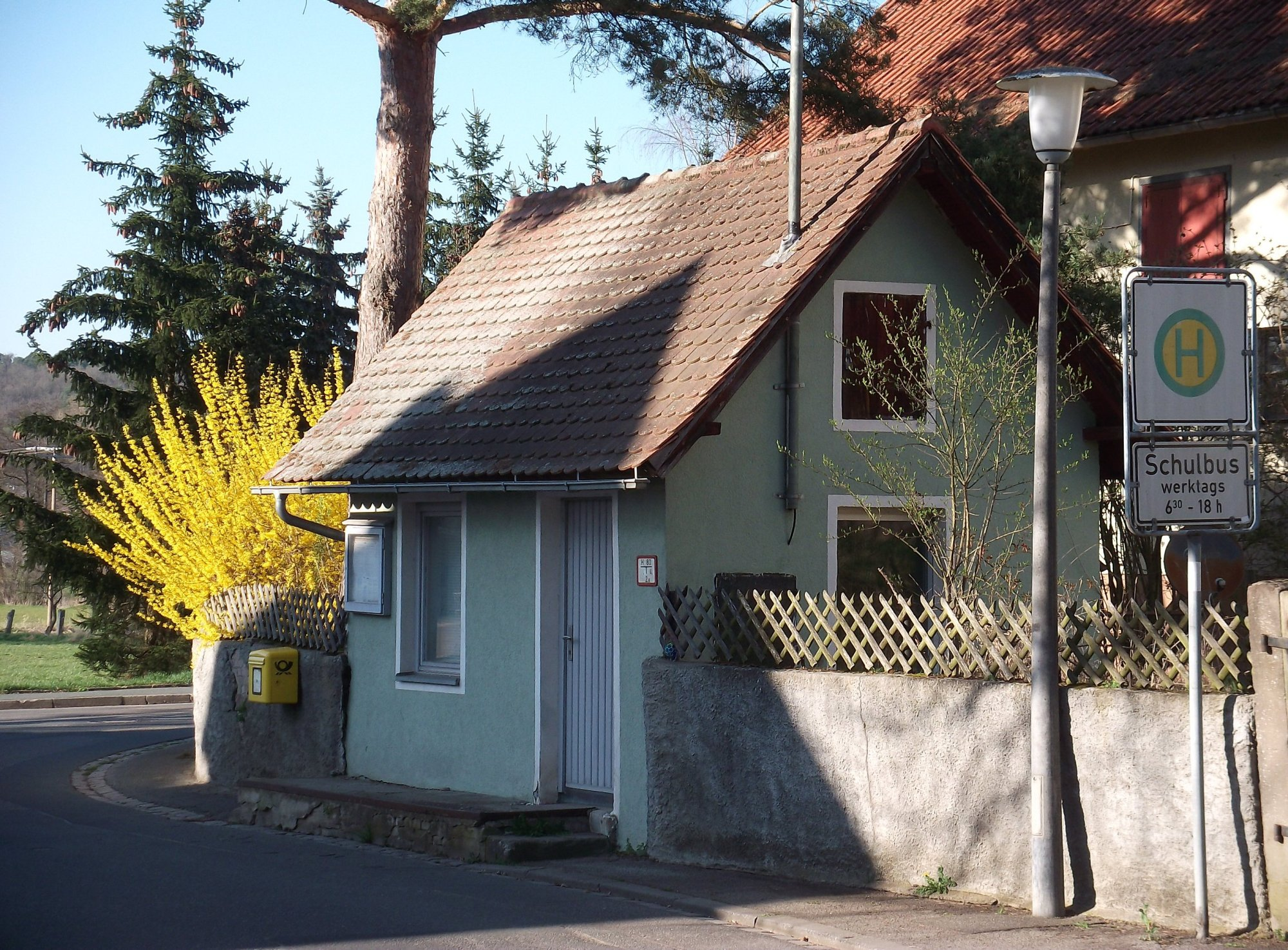
Milchhaus

Neuses (fränkisch: „Naises“) ist ein Gemeindeteil des Marktes Roßtal im Landkreis Fürth (Mittelfranken, Bayern). Neuses liegt in der Gemarkung Weinzierlein.

## Geographie
Das Dorf liegt an der Bibert und am Muselbach, der dort als rechter Zufluss in die Bibert mündet. Der Ort ist von Acker- und Grünland mit vereinzeltem Baumbestand umgeben. Unmittelbar östlich befindet sich der Petersbuck (336 m ü. NHN), unmittelbar westlich der Steinbuck (333 m ü. NHN).
Eine Gemeindeverbindungsstraße führt die Kreisstraße FÜ 15 kreuzend nach Herboldshof (0,8 km westlich) bzw. an der Kernmühle vorbei nach Weinzierlein zur Staatsstraße 2409 (2,8 km nordöstlich), eine weitere führt die FÜ 15 kreuzend nach Buttendorf (1 km südlich).

## Geschichte
Der Ort wurde um 1204 als „Nivsazzen“ erstmals in einer Urkunde erwähnt, in der dem Kloster Heilsbronn eine Lehen der Eichstätter Kirche übergeben wird. Der Ortsname bedeutet zum neuen Sitz.
Gegen Ende des 18. Jahrhunderts gab es in Neuses neun Anwesen und ein Gemeindehirtenhaus. Das Hochgericht übte das brandenburg-ansbachische Richteramt Roßtal aus. Grundherren waren das Rittergut Neudorf (1 Halbhof), die Pfarrei Roßtal (1 Halbhof), die Reichsstadt Nürnberg: Landesalmosenamt (1 Hof), St.-Klara-Klosteramt (1 Gut) und Nürnberger Eigenherren: von Kreß (1 Halbhof), von Oelhafen (1 Mühle), von Tucher (1 Hof), von Wölckern (1 Gut). Die Dorf- und Gemeindeherrschaft wurde von den Grundherren im Turnus ausgeübt. 1801 gab es im Ort zehn Anwesen, von denen einer ansbachisch und neun fremdherrisch waren.
Von 1797 bis 1808 unterstand der Ort dem Justiz- und Kammeramt Cadolzburg. Im Rahmen des Gemeindeedikts wurde Neuses dem 1808 gebildeten Steuerdistrikt Weinzierlein und der im selben Jahr gegründeten Ruralgemeinde Weinzierlein zugeordnet. Ein Anwesen unterstand in der freiwilligen Gerichtsbarkeit bis 1812 und von 1822 bis 1835 dem Patrimonialgericht Lohe und Behringersdorf, ein Anwesen von 1820 bis 1836 dem Patrimonialgericht Neudorf und ein Anwesen bis 1812 dem Patrimonialgericht von Oelhafen.
Im Rahmen der Gebietsreform in Bayern wurde Neuses am 1. Mai 1978 nach Roßtal eingemeindet.

### Baudenkmäler
In Neuses gibt es vier Baudenkmäler:
- Bibertstraße 4, 6: Mühle mit Wohnhaus und Scheune
- Bibertstraße 9: Wohnhaus, Wirtschaftsgebäude
- Gedenksäule
- Steinkreuz

### Einwohnerentwicklung
| Jahr      | 001818 | 001840 | 001861 | 001871 | 001885 | 001900 | 001925 | 001950 | 001961 | 001970 | 001987 | 001997 | 002007 | 002018 | 002023 |
| Einwohner | 120    | 118    | 133    | 123    | 131    | 121    | 115    | 179    | 149    | 198    | 182    | *214   | *203   | *198   | *193   |
| Häuser    | 15     | 20     |        |        | 23     | 23     | 22     | 22     | 32     |        | 46     |        |        |        |        |
| Quelle    | [ 12 ] | [ 13 ] | [ 14 ] | [ 15 ] | [ 16 ] | [ 17 ] | [ 18 ] | [ 19 ] | [ 20 ] | [ 21 ] | [ 22 ] | [ 1 ]  | [ 1 ]  | [ 1 ]  | [ 1 ]  |

## Religion
Der Ort ist seit der Reformation evangelisch-lutherisch geprägt und nach St. Laurentius (Roßtal) gepfarrt. Die Einwohner römisch-katholischer Konfession sind nach Christkönig (Roßtal) gepfarrt.